# Casa de Massabarro
A Casa de Massabarro é uma entidade localizada em Corumbá, em MS, e fundada em 1985.
É uma associação não-governamental com fins não-lucrativos, voltada exclusivamente para fins sociais com o intuito de dar às crianças do bairro uma oportunidade de profissão ao invés do ócio. Tem por objetivo incentivar a arte em cerâmica de crianças e adolescentes, que recriam a fauna e flora do Pantanal através da argila.
Os artesãos confeccionam e vendem suas peças no próprio local. Das peças vendidas, 80% fica para os artesãos e 20% para a Associação. O critério para entrar na associação é estar matriculado na escola, e ter idade entre 9 e 14 anos. A criança deve apresentar declaração de matrícula, comprovante de residência e apresentação da certidão de nascimento. Atualmente, estão matrículadas 80 crianças.
Em 1991, os jovens artesãos foram descobertos pelo carnavalesco Joãozinho Trinta, que por duas vezes os levou para desfilar no RJ.
A casa está sempre oferecendo peças artesanais em cerâmica, cuja temática é regional - pantaneira (flora e fauna), e também muitas peças de santos, principalmente "São Francisco". Mas também aceita encomendas de quaisquer motivos, como lembranças de festas, de casamento, aniversários etc.
As peças da casa são comercializadas na região,é muito visitada diariamente por turistas de vários Estados e também de vários países - daí então o conhecimento internacional e nacional das peças confeccionadas pelos artesãos do Massa Barro. Os preços das peças são bem acessíveis para todas as camadas sociais.